# Église-de-Saint-Esprit-de-Rosemont
Église-de-Saint-Esprit-de-Rosemont är en kyrka i Rosemont–La Petite-Patrie i Montréal i Kanada. Den byggdes i två skilda etapper åren 1922–1923 och 1931–1933 enligt planer av Joseph-Égide-Césaire Daoust.